# Gerald Ford
Gerald Rudolph Ford mlajši (rojen kot Leslie Lynch King), ameriški odvetnik in politik, * 14. julij 1913, Omaha, Nebraska, Združene države Amerike, † 26. december 2006, Rancho Mirage, Kalifornija. 
Ime Gerald Rudolph Ford je prevzel po očimu, ki ga je mati poročila, ko je bil bodoči predsednik dve leti star.
Bil je 40. podpredsednik ZDA (1973-1974) in 38. predsednik ZDA (1974-1977). Do danes je edini predsednik ZDA, ki je nastopil mandat, ne da bi bil poprej izvoljen za podpredsednika oz. predsednika.
Za podpredsednika ga je predlagal in kasneje tudi z veliko večino potrdil ameriški kongres, ko je njegov predhodnik Spiro Agnew odstopil zaradi obtožb o korupciji. Kot podpredsednik je služil manj kot eno leto; 9. avgusta 1974 je postal predsednik ZDA, ko je dotedanji predsednik Richard Nixon odstopil zaradi vpletenosti v afero Watergate.
Tudi po koncu mandata je ostal aktiven v Republikanski stranki. Umrl je v 93. letu starosti, zaradi arteriosklerotične cerebrovaskularne bolezni in difuzne arterioskleroze.